# Joan of Kent

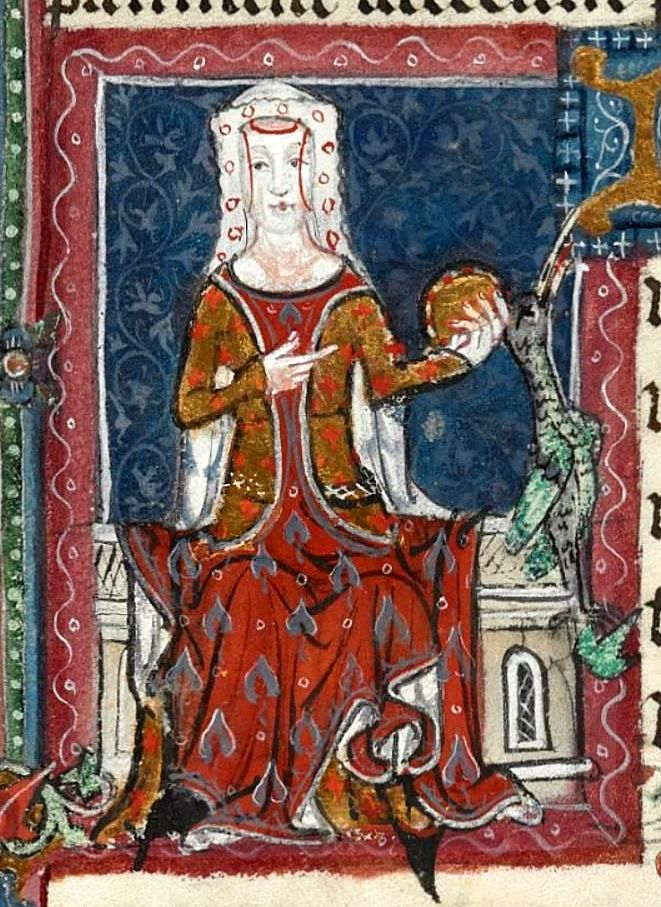
Joan of Kent. Mittelalterliche Darstellung

Joan of Kent, Princess of Wales und Fürstin von Aquitanien, suo jure 4. Countess of Kent und 5. Baroness Wake (auch Joan Plantagenet, Joan of Woodstock, LG the Fair Maid of Kent; * 29. September 1326 oder 1328; † 14. August, nach anderen Angaben 8. August 1385) war eine englische Adlige. Sie heiratete den Thronfolger Edward, den Schwarzen Prinzen und war die Mutter von König Richard II.

## Herkunft und Kindheit
Joan entstammte einer Nebenlinie der englischen Herrscherfamilie der Plantagenets. Sie war das jüngste Kind von Edmund of Woodstock, 1. Earl of Kent und von dessen Frau Margaret Wake, damit war sie eine Enkelin von König Eduard I. Ihr Vater wurde 1330 als Verräter hingerichtet, worauf die zweijährige Joan von Königin Philippa of Hainault adoptiert wurde und im Haushalt der Königin aufwuchs.

## Aussehen und Charakter
Bereits als zwölfjähriges Mädchen galt Joan als schön und sympathisch. Der Chronist Froissart bezeichnete sie als die schönste Frau Englands. Im Alter wurde sie allerdings so beleibt, dass sie kaum noch aufstehen konnte. Bis zu ihrem Tod genoss sie in der Bevölkerung eine hohe Popularität. Von ihren Zeitgenossen wurde sie, vielleicht sarkastisch, als Jungfrau von Kent bezeichnet. Nach ihrem Tod setzte sich schließlich die Bezeichnung The Fair Maid of Kent (deutsch Das schöne Mädchen aus Kent) durch.

## Heimliche Heirat mit Thomas Holland
Vermutlich begleitete Joan die Königin und ihren Cousin König Eduard III., als diese zu Beginn des Hundertjährigen Krieges von Flandern aus versuchten, Frankreich anzugreifen. Das schöne Mädchen gewann die Aufmerksamkeit von Sir Thomas Holland, einem Ritter des königlichen Haushalts, als die Familie 1340 nach England zurückkehrte. Holland überredete sie, ihn im Frühjahr 1340 heimlich, aber ohne kirchliche Zeremonie zu heiraten. Obwohl den Eheleuten damit sogar die Exkommunikation drohte, galt die Ehe damit als geschlossen. Im Sommer 1340 verließ Holland als Militär England, während Joan in England blieb.

## Umstrittene zweite Heirat mit William Montagu
Joans Mutter Margaret wusste entweder nichts von der Ehe, hielt diese für ungültig oder glaubte, Holland sei tot, denn sie plante nun, Joan mit William Montagu, dem ältesten Sohn von William Montagu, 1. Earl of Salisbury, zu verheiraten. Tatsächlich wurde Joan im Winter von 1340/41 in kirchlicher Zeremonie mit William Montagu verheiratet. Sie blieb bei Montagu, auch als Holland im Sommer 1341 nach England zurückkehrte. Als Montagu nach dem Tod seines Vaters 1344 dessen Erbe antrat und zum Earl of Salisbury aufstieg, wurde Holland sogar sein Verwalter. 1346 nahm er jedoch an dem Feldzug von Eduard III. nach Frankreich teil. In der Schlacht von Crécy konnte er den Grafen von Eu gefangen nehmen, den ihm der König für 80.000 Florin abkaufte. Dieser Reichtum ermöglichte ihm nun, ab Juni 1347 vor der Kurie in Avignon die Gültigkeit von Joans Ehe mit Montagu anzufechten. Er selbst erklärte, dass er Joan rechtmäßig geheiratet und die Ehe mit ihr auch vollzogen hätte. Montagu, unterstützt von Joans Mutter, erklärte, dass er nichts von einer vorigen Ehe seiner Braut gewusst hätte, und wies Hollands Anspruch zurück. Die päpstlichen Gesandten hatten keine Möglichkeit, Montagu wegen der Ehe in England vor Gericht zu bringen, woraufhin Holland behauptete, dass Joan gegen ihren Willen auf einem abgeschiedenen Gut festgehalten würde. Im Mai 1348 befürwortete Papst Clemens VI. die Auflösung der Ehe von Joan und Montagu, doch dessen Anwälte konnten die Auflösung weiter hinauszögern, ehe eine päpstliche Bulle am 13. November 1349 ihre Ehe für ungültig erklärte. Stattdessen sollte die kirchliche Zeremonie der Hochzeit von Joan und Holland unverzüglich nachgeholt werden, worauf Joan und Holland erneut heirateten.

## Ehe mit Thomas Holland
Nach dem Tod ihres jüngeren Bruders John 1352 erbte Joan dessen Besitzungen sowie die Titel Countess of Kent und Baroness Wake. Ihr Mann wurde 1353 Statthalter des englischen Königs in der Bretagne, später Gouverneur der Kanalinseln und schließlich 1359 Generalkapitän der von den Engländern eroberten Gebiete in Frankreich. Womöglich lebte Joan während dieser Zeit zumindest zeitweise in Frankreich.

## Heirat mit dem englischen Thronfolger
Nachdem Thomas Holland Ende Dezember 1360 unerwartet gestorben war, hielt im Frühling oder Frühsommer 1361 Edward of Woodstock, der Prince of Wales um ihre Hand an. Die überraschende Verlobung des Thronfolgers mit einer verwitweten Frau, die dazu noch eine skandalöse Vorgeschichte hatte, älter als er und zudem noch eine nahe Verwandte war, führte zu vielen Spekulationen. Eigentlich war geplant, den Prince of Wales mit der reichen Erbin Margarete von Flandern zu verheiraten, doch entgegen den Angaben von französischen Chronisten versuchte Eduard III. die Ehe nicht zu verhindern. Stattdessen ersuchte er wie auch sein Sohn den Papst um einen Dispens für die Ehe, der am 7. September 1361 gewährt wurde. In Gegenwart von Erzbischof Simon Islip von Canterbury gelobte Joan am 6. Oktober 1361 dem Prince of Wales die Treue, und am 10. Oktober fand in Gegenwart des Königs und vermutlich der gesamten königlichen Familie die Hochzeit auf Windsor Castle statt.

## Rolle als Gattin des englischen Thronfolgers
Als Frau von Holland hatte Joan aufgrund ihrer geringen Besitzungen zeitweise relativ bescheiden leben müssen, bis sie 1352 die Güter ihres Bruders und damit auch die Güter ihres Onkels Thomas Wake, 2. Baron Wake geerbt hatte. Als Frau des Thronfolgers konnte sie nun einen prächtigen Haushalt führen, zu dem auch ihre vier überlebenden Kinder aus ihrer Ehe mit Thomas Holland gehörten. Weihnachten 1361 besuchten der König und die Königin das Paar auf Berkhamsted Castle, eine der Lieblingsresidenzen des Thronfolgers. Der Thronfolger, der schon gegenüber seinen Freunden als großzügig galt, beschenkte seine Frau Anfang 1362 reich mit kostbarer Kleidung und Schmuck. 1362 setzte der König ihren Mann als Fürsten und Joan als Fürstin (Princess) von Aquitanien ein, das im Besitz der englischen Könige war. Joan und ihre Kinder begleiteten Edward of Woodstock, als dieser am 9. Juni 1362 von Plymouth aus nach Aquitanien aufbrach. Zusammen mit ihrem Mann lebte sie während der nächsten neun Jahre in Aquitanien, vermutlich vor allem in Bordeaux oder in Angoulême. Über ihr Leben in Südwestfrankreich ist relativ wenig bekannt. Im April 1365 veranstaltete der Prince of Wales in Angoulême ein besonders prächtiges Turnier anlässlich der Aussegnung von Joan nach der Geburt ihres ersten Sohnes. Der Thronfolger blieb seiner Frau in Liebe verbunden, wie ein Brief von ihm zeigt, den er ihr nach der Schlacht von Nájera 1367 gesandt hatte. Als er von seinem Feldzug aus Spanien zurückkehrte, erwartete sie ihn vor der Kathedrale von Bordeaux, wo er vom Pferd stieg und den restlichen Weg zum Bischofspalast, wo sie Quartier bezogen hatten, Hand in Hand mit ihr zu Fuß ging. Nachdem der Prince of Wales 1371 krank nach England zurückgekehrt war, handelte Joan offenbar zumindest zeitweise als seine bevollmächtigte Vertreterin. Sie bedankte sich bei den Vertretern der City of London für ein Geschenk an ihren Mann, und im August 1371 nahm sie ohne ihn am Jahresamt für Königin Philippa teil.

## Rolle als Königinmutter

### Einfluss auf den König
Nach dem Tod ihres Mannes 1376 wurde Joan Vormund ihres Sohns, des jungen Thronfolgers Richard, dessen Einkünfte sie auch erhielt. Sie durfte den Titel Princess of Wales weiterführen und ihr wurde zugesichert, dass sie weiter ein Drittel der Einkünfte aus dem Fürstentum Wales erhalten würde, auch wenn ihr Sohn zum Prince of Wales erhoben würde. 1377 wurde der junge Richard nach dem Tod von Eduard III. neuer englischer König, und Joan behielt offenbar bis zu ihrem Tod erheblichen Einfluss auf ihren Sohn. Zahlreiche königliche Begnadigungen und Geschenke erfolgten mit dem Vermerk auf Wunsch der Königinmutter, und 1378 wurde ihr ein finanzieller Ausgleich für ihre geringeren Einkünfte nach dem Tod ihres Mannes gewährt. Sie ließ die Güter von Bushey und North Weald als ihre Residenzen ausbauen und im Mai 1381 gab sie für ihre Reisen ein neues Schiff in Auftrag.

### Verhältnis zu John of Gaunt
Im Januar 1379 spendierten die Bürger der City of London John of Gaunt, dem einflussreichen Bruder ihres verstorbenen Mannes, ein Fest in seinem Palast in Kennington, als Joan und der König ihn besuchten. Nur wenige Wochen später musste Gaunt jedoch vor aufgebrachten Londoner Bürgern zu Joan flüchten, und es gelang drei von ihren Rittern, die aufgebrachte Menge zu beruhigen. Trotz der Spannungen zwischen dem jungen König und Gaunt konnte Joan zu Gaunt offenbar ein gutes Verhältnis bewahren. Gaunt bedachte ihre Söhne aus erster Ehe mit Geschenken, und ihr zweiter Sohn John heiratete eine Tochter von Gaunt. Noch 1385 reiste sie trotz ihrer schlechten Gesundheit zwischen dem Königshof und Gaunt hin und her, um einen bewaffneten Konflikt zwischen dem König und seinem Onkel zu vermeiden. Sie erreichte allerdings nur eine formale Aussöhnung zwischen den beiden, die jedoch den Konflikt nicht beendete.

### Sonstiges und Tod
Offenbar unterstützte Joan noch mehr als Gaunt die Lollarden. Mehrere führenden Lollarden wie Sir Richard Stury und Sir Lewis Clifford gehörten zu ihrem Gefolge, und sie veranlasste, dass die Gerichtsverfahren gegen John Wyclif 1378 eingestellt wurden. Während des Bauernaufstand von 1381 blieb sie unbehelligt.
Joan starb vermutlich auf Wallingford Castle, zwei Monate, nachdem der König zu einem Feldzug nach Schottland aufgebrochen war. Gemäß ihrem Wunsch wurde sie nicht neben ihrem dritten Mann Edward of Woodstock, sondern in der Nähe ihres ersten Mannes Thomas Holland in der Franziskanerkirche von Stamford beigesetzt, allerdings erst nach der Rückkehr des Königs am 27. Januar 1386.

## Nachkommen
Mit ihrem ersten Ehemann Thomas Holland hatte Joan fünf Kinder:
- Thomas Holland, 2. Earl of Kent (* 1350; † 1397)
- John Holland, 1. Duke of Exeter (* um 1352; † 1400)
- Edmund Holland
- Mathilda (auch Maud) Holland

1. ⚭ Hugh de Courtenay, 1. Baron Courtenay
2. ⚭ Walram III., Graf von Ligny und St. Pol

- Joan Holland

Ihre zweite Ehe mit William Montagu war kinderlos geblieben.
Mit ihrem dritten Ehemann Edward of Woodstock hatte sie zwei Kinder:
- Eduard of Angoulême (* 1365; † 1371)
- Richard II. (* 1367; † 1400)